# Шимон, Бёшке
Эрже́бет Шимо́н (известна как Бёшке Шимон; венг. Simon Böske (Erzsébet); 15 февраля 1909, Кестхей, Австро-Венгрия — 28 октября 1970, Будапешт, Венгрия) — венгерская модель, победительница конкурсов красоты «Мисс Венгрия 1929» и «Мисс Европа 1929».
Первая представительница Венгрии, завоевавшая титул «мисс Европа».

## Биография
Эржебет Шимон родилась 15 февраля 1909 года в буржуазной еврейской семье в городе Кестхее на западном берегу озера Балатон. Её отец был врачом и впоследствии руководил городской больницей. Как многие другие девочки из состоятельных семей она 15 или 16 лет училась в школе для девушек, сначала в Вене, потом в Германии. Она изучала иностранные языки, увлекалась теннисом, но профессионального образования не получила.
Стройную девушку с фарфоровой кожей и голубыми глазами заметили довольно рано. С 1924 года она начала своё участие в индустрии красоты, выиграв местный конкурс «Красавица Кестхея» (венг. Keszthelyi Korzó Szépe), где победительницу выбирали по фотографии. После этого она выиграла настоящий конкурс красоты «Сирена Балатона» (венг. Balaton Tündére). В январе 1929 года Эржебет Шимон стала первой «мисс Венгрия». 8 февраля 1929 года она победила в конкурсе «мисс Европа», обойдя представительниц 16 стран.
После победы в Париже Эржебет Шимон была принята принцем Монако и президентом Франции. Там же она посетила множество мероприятий, а также получила несколько предложений о съёмке в кино, на которые ответила отказом. Триумф Бёшке Шимон праздновали в Вене. По возвращении домой её встречала восторженная толпа. Три оркестра исполнили государственный гимн, а мэр города произнёс поздравительную речь. Однако в марте 1929 года группа студентов-антисемитов, считавших её недостойной представлять страну из-за еврейского происхождения, собралась на манифестацию перед домом в Кестхее.
В июле Шимон вернулась во Францию. 7 августа 1929 года в Довиле она завоевала европейский титул «Мисс Вселенная», разделив его с Эллой Ван Хьюсон, «Мисс Америка». В этом году США проводили более масштабный аналогичный конкурс в Галвестоне, штат Техас. Однако на американский конкурс пригласили 48 претенденток из США и только 5 или 6 из Европы, поэтому организаторы конкурса «Мисс Европа» решили его игнорировать и провести свой собственный конкурс «Мисс Вселенная». От участия в американском конкурсе Шимон отказалась.
В своей автобиографии, написанной весной 1929 года она писала, что мечтает выйти замуж за достойного человека и жить семейной жизнью, оставив публичные выступления в прошлом. 22 декабря 1929 года она вышла замуж за Пала Браммера, наследника известного текстильного магазина. Брак продлился недолго, пара развелась в 1935 году. После развода она вышла замуж за Даниэля Йоба, художественного руководителя театра комедии в Будапеште.
В годы Второй мировой войны и преследований евреев супруги были вынуждены скрываться в Будапеште в подвале виллы актёра Гезы Берчи. Родители Эржебет, как и почти все евреи Кестхея, были убиты в Освенциме. Пара пережила Холокост, но Бёшке и Даниэль так и не смогли вернуться к нормальной жизни. Они жили в полной нищете. Йоб умер в 1955 году. Здоровье Шимон неуклонно ухудшалось. После смерти мужа она жила под опекой своего брата Имре Шимона и его семьи.
Она умерла 28 октября 1970 года. Похоронена вместе со вторым мужем на еврейском кладбище в Будапеште. В Кестхее в память Шимон Бёшке установлена мемориальная доска.